# Televisión en Guatemala
La televisión en Guatemala es uno de los medios de comunicación de mayor aceptación en los hogares guatemaltecos por su rapidez, alcance y cobertura, y por ser una de las principales fuentes de diversión e información para la mayoría de los televidentes.

## Historia
El 16 de septiembre de 1955, iniciaron en Guatemala y en Centroamérica las primeras pruebas televisivas, a través de la frecuencia de Canal 8, desde el torreón del Palacio Nacional de la Cultura.
En aquel entonces, el presidente era el coronel Carlos Castillo Armas, quien obtuvo transmisiones prestadas por el gobierno de Estados Unidos. Las pruebas tuvieron una duración de un mes. Las transmisiones de Canal 8 eran de 11:00 a. m. a 3:00 p. m. y de 6:00 p. m. a 10:00 p. m., y presentaban información del gobierno y programas donde se presentaban artistas en vivo de origen guatemalteco.
La primera transmisión oficial se realizó el 18 de septiembre de 1955, con la imagen de Pedro Vargas, un popular cantante de la época, quien interpretó el Padre Nuestro. En ese momento, fueron únicamente 40 receptores de televisión, y la imagen podía verse únicamente en el centro de la ciudad pues se contaba con 200 vatios.
El 18 de septiembre se realizó la primera transmisión oficial a través del Canal 8 (TGW), dicho canal funcionaba con el financiamiento del gobierno.
El canal funcionó por poco tiempo, pero sus directores hicieron todo lo posible por transmitir programas que entretuvieran e informaran al público. El inicio de la televisión fue todo un acontecimiento para una sociedad acostumbrada a la radio como principal medio de comunicación.
El 15 de mayo de 1956, Canal 3 inicia transmisiones y se convierte la primera estación privada de Centroamérica. Sus primeros estudios estuvieron ubicados en la 8.º avenida y 9.º calle de la zona 1, su antena estaba ubicada en el centro de la ciudad. El Canal 7 inició transmisiones el 15 de diciembre de 1964, y fue creado por el Diario El Imparcial, bajo el nombre de Televicentro. El 25 de octubre de 1966 inició transmisiones el Canal 11 fundada por el empresario hondureño José Antonio Moura y en 1978 nace el canal hermano Canal 13. En 1979 se funda el Canal 5 TV-CE, propiedad del Ejército de Guatemala que posteriormente fue cerrado en el año 2000. Los canales 3, 7, 11 y 13 se transmiten sobre la frecuencia VHF.
En 1984 comienzan las transmisiones en frecuencia UHF,  con la creación del Canal 21 (de corte religioso evangélico). Posteriormente le siguen el Canal 25 de Radio Corporación Nacional (hoy su frecuencia lo ocupa Guatevisión) y el Canal 27.
El 30 de noviembre de 1990, según acuerdo gubernativo No. 5-90 se otorga a la Universidad de San Carlos de Guatemala la frecuencia 33 UHF, para el funcionamiento del canal de televisión TV USAC.
En 2013, el gobierno de Guatemala y la Superintendencia de Telecomunicaciones autorizan el acuerdo gubernativo 226-2013, iniciando el proceso para la transición de la televisión digital abierta en el país, prometiendo el apagón analógico entre cuatro y cinco años.Ese mismo año el gerente de Guatevisión Jaime Eduardo Torres confirma que ya estarían listos para el cambio de la televisión analógica a digital pero que se tendría que hacer varios cambios en producción.
En 2017, RAPA de la República de Corea del Sur y Radio y Televisión de Guatemala (hoy ChapínTV de grupo Albavisión), lanzaron el primer canal digital en el país. Actualmente es el canal repetidor de Canal 3 también transmite varios eventos tanto de este como de sus canales hermanos los canales 7, 11 y 13. y en noviembre, Japón donó equipo de Implementación de Televisión Digital Terrestre a la Superintendencia de Telecomunicaciones.
En 2023 el congreso de Guatemala comienza a transmitir su canal principal por medio del 9.1 del TDT. Esto fue debido a una donación de 200.000 dólares del Gobierno de Taiwán.
En 2024, Arquidiócesis de Santiago de Guatemala apagó la señal analógica de su canal TVA (Televisión Arquidiocesana), para comenzar a emitir en el 8.3 de la TDT y en HD.

## Canales de televisión abierta
Estos son los canales de televisión abierta en Guatemala.
| Nombre                    | Eslogan                                                          | Programación                                                 | Inicio de transmisiones            | Propietario                            | Operado                                  | Cobertura                                | Web    | N.º de canal        |
| ------------------------- | ---------------------------------------------------------------- | ------------------------------------------------------------ | ---------------------------------- | -------------------------------------- | ---------------------------------------- | ---------------------------------------- | ------ | ------------------- |
| Canal 3                   | Aqui en... Canal 3                                               | Generalista                                                  | 15 de mayo de 1956 (68 años)       | Albavisión                             | Grupo Chapín TV                          | Nacional                                 | [ 11 ] | 3 (VHF) 19.1 (TDT)  |
| Canal 7                   | Solo por Canal 7                                                 | Generalista                                                  | 15 de diciembre de 1964 (60 años)  | Albavisión                             | Grupo Chapín TV                          | Nacional                                 | [ 12 ] | 7 (VHF)             |
| Canal 11                  | Aqui en... Canal 11                                              | Generalista                                                  | 25 de octubre de 1966 (58 años)    | Albavisión                             | Grupo Chapín TV                          | Nacional                                 |        | 11 (VHF)            |
| Canal 13                  | Solo por Canal 13                                                | Generalista                                                  | 20 de septiembre de 1978 (46 años) | Albavisión                             | Grupo Chapín TV                          | Nacional                                 |        | 13 (VHF)            |
| TN23                      | Todo Noticias, las 24 Horas                                      | Noticias                                                     | 1 de marzo de 2012 (12 años)       | Albavisión                             | Grupo Chapín TV                          | Nacional                                 | [ 13 ] | 23 (UHF) 19.2 (TDT) |
| Sonora TV                 | La radio que se ve                                               | Noticias (señal que retransmite Radio Cadena Sonora 96.9 FM) | 2011 (13 años)                     | Albavisión                             | Grupo Chapín TV                          | Nacional                                 | [ 14 ] | 40.2 (TDT)          |
| Guatevisión               | Enciende lo bueno                                                | Generalista                                                  | 20 de marzo de 2003 (21 años)      | Prensa Libre                           | - TVN S.A. - Librevisión S.A.            | Nacional                                 | [ 15 ] | 25 (UHF)            |
| Nuevo Mundo Televisión    |                                                                  | Generalista                                                  | 2006                               | Grupo Nuevo Mundo                      | Grupo Nuevo Mundo                        | Nacional                                 | [ 16 ] | 29 (UHF)            |
| TV Azteca Guate           | El mejor canal                                                   | Generalista                                                  | 7 de abril de 2008 (16 años)       | TV Azteca Guatemala S.A.               | TV Azteca (70%) Latitud Televisión (30%) | Nacional                                 | [ 16 ] | 31 (UHF)            |
| amás Guate                | Más para ti                                                      | Generalista                                                  | 2008 (16 años)                     | [ 17 ]                                 | 35 (UHF)                                 | Nacional                                 |        | 35 (UHF)            |
| Canal 27                  | Predicamos la verdad                                             | Generalista                                                  | Religiosa                          | 27 de agosto de 1994 (30 años)         | Iglesia de Jesucristo La Familia de Dios | Iglesia de Jesucristo La Familia de Dios | [ 18 ] | 27 (UHF)            |
| Enlace                    | Una imagen que viene de lo alto                                  | 1996 (28 años)                                               | Religiosa                          | Trinity Broadcasting Network           | Enlace TBN                               | Nacional                                 | [ 19 ] | 21 (UHF)            |
| Televisión Arquidiocesana | Por una iglesia en comunión                                      | 2005 (19 años)                                               | Religiosa                          | Arquidiócesis de Santiago de Guatemala | Arquidiócesis de Santiago de Guatemala   | Nacional                                 | [ 20 ] | 8.3 (TDT)           |
| Canal 9                   | El canal del Congreso de la República                            | Cultural y gubernamental                                     | 2009 (15 años)                     | Congreso de la República de Guatemala  | Congreso de la República de Guatemala    | Nacional                                 | [ 21 ] | 9.1 (TDT)           |
| TV USAC                   | Canal de televisión de la Universidad de San Carlos de Guatemala | Educativo y cultural                                         | 30 de noviembre de 1990            | Universidad de San Carlos de Guatemala | Universidad de San Carlos de Guatemala   | Nacional                                 |        | 33 (UHF)            |

## Televisión por suscripción
Según los datos obtenidos del censo realizado en 2018 a escala nacional, el 71 % de los hogares guatemaltecos cuenta con televisor, de esta cifra, el 55 % tiene servicio de cable. Entre los principales operadores son Claro TV y Tigo Star.

## Canales guatemaltecos de suscripción
Son aquellos que pueden ser vistos tanto por cable, como por satélite tanto en la Ciudad de Guatemala como en todo el país.
| Logo | Canal                  | Programación | Propietario                | Sitio web |
| ---- | ---------------------- | ------------ | -------------------------- | --------- |
|      | Canal Antigua          | Generalista  | Grupo A                    | [ 23 ]    |
|      | Conectados con Dios    | Religiosa    | Grupo A                    |           |
|      | La Red TV              | Generalista  | Radio Corporación Nacional | [ 24 ]    |
|      | Nuevo Mundo Televisión | Generalista  | Grupo Nuevo Mundo          | [ 25 ]    |
|      | Más Música TV          | Musical      | Grupo Nuevo Mundo          |           |
|      | Tigo Sports            | Deportiva    | Millicom                   | [ 26 ]    |
|      | Claro Sports           | Deportiva    | América Móvil              |           |
|      | Guatemala.com          | Generalista  | Guatemala.com              | [ 27 ]    |
|      | TVQ                    | Generalista  | TVQ.TV                     | [ 28 ]    |